# ظل المحارب (مسلسل)
ظل المحارب هو مسلسل مصري كاتب قصته بشير الديك وإخراج نادر جلال عرض عام 2008، بطولة هشام سليم وعلا غانم وباسم ياخور ومجموعة كبيرة من الممثلين من مصر وسوريا حيث جرى تصوير المشاهد الخارجية للمسلسل.

## قصة المسلسل
تدور الأحداث في دولة «كربستان» الغنية بالنفط والتي يطغى حكامها على شعبهم ويضيّقوا على الحريات العامة والخاصة بينما بلدهم
مستباح من قبل الدول الكبرى التي تتدخل بهم وتسعى للسيطرة على مواردهم وخيراتهم، فيصبح الوطن عرضة للإرهاب والدمار.
تتركز القصة حول ممثل مغمور يتم اختياره للعب دور زعيم الثورة في «كربستان» إلا أنه يتحول من «كومبارس» إلى بطل حقيقي يقود شعبه من أجل التحرر من الظلم والإستبداد عن طريق الثورة والقوة المسلحة.
«ظل المحارب» يحاكي مجتماعتنا وأنظمتنا السياسية في العالم العربي من دون تسمية أياً منها حيث تنشأ في «كربستان» الوهمية قوى تشبه إلى حد كبير أحزاب ومنظمات اعتدنا على تدخلها في سياسات المنطقة.
كما حاول المؤلف أن يلقي الضوء على الخط الفاصل بين شرعية استعمال القوة في وجه الظلم، وبين ما يمكن أن يتحول إلى إرهاب وتعسّف واستعمال السلاح.

## الممثلين
| - هشام سليم: نبوى/عامر - علا غانم: حورية - باسم ياخور: عِرفان - إبراهيم يسري: آدم سميث - محمد كامل: رباح الحديدي حاكم كربستان - عبد الرحمن أبو زهرة: أبو خالد - أحمد فؤاد سليم: د.حكيم - أحمد صيام: سالم | - سعيد صديق: دكتور هاشم - مصطفى درويش: الكولونيل رشدي قائد الجيش الكردستاني - حمدي هيكل: جلال حارس عامر - علي عبد الرحيم: مساعد رباح الحديدي - مجدي إدريس: كومنادور هانز - شريف صبحي: فرانك جي ترومان - عمرو يسري: كارلوس مصور فرانك - حسناء سيف الدين: إستر | - محمود غريب: فضل الله قائد ثوري - حمدي شرف الدين: برهان قائد ثوري - عبد الله مشرف: عباس - محمود النحاس: مستر مايكل ب (أي دبليو سي) - يسري مصطفى: مسئول كبير بال (أي دبليو سي) - فتحي سالم: أبو العلا أخو حورية - عاطف عمار: الميجور عاطف الجميل مساعد للجنرال رشدي - حمدي السخاوي: مستر جون | - ناصر عبد الله: الميجور سليمان قائد الاشاوس - عادل فؤاد: سميح ثوري قديم - نادية العراقية: صاحبة بيت نبوي في مصر - ثريا إبراهيم: ضيفة شرف - سيد الشرويدي: شنتوري - محمد صلاح: رفيق مساعد أبو خالد - عبد الحميد سند: الظابط قاتل سميح - هشام كامل: مساعد عرفان |

بالإضافة إلى: مصطفي نبيل- إبراهيم إمام- محمد أمان
- من سوريا: حامد عباس - مالك محمد - أنس الحاج - ثناء إسماعيل